# Roberto Fager
Roberto Fager – piłkarz urugwajski, napastnik.
Jako piłkarz klubu Montevideo Wanderers wziął udział w turnieju Copa América 1939, gdzie Urugwaj został wicemistrzem Ameryki Południowej. Fager zagrał w końcówkach dwóch meczów - z Chile (na 10 minut przed końcem zastąpił Pedro Lago) i Paragwajem (na 5 minut przed końcem zastąpił Pedro Lago).